# 森本幸司
森本 幸司（もりもと こうじ）は、日本の素粒子物理学者。学位は博士（理学）（立教大学・1996年）。国立研究開発法人理化学研究所仁科加速器研究センター超重元素研究グループ超重元素分析装置開発チームチームリーダー。
東京大学宇宙線研究所教務補佐員、科学技術振興事業団研究員、理化学研究所研究員、独立行政法人理化学研究所専任研究員などを歴任した。

## 概要
素粒子物理学などを専攻する物理学者である。東京大学宇宙線研究所の教務補佐員を経て、理化学研究所にて研究員となり、のちに先任研究員、専任研究員を務めた。その後、理化学研究所の仁科加速器研究センターにて、超重元素研究グループの下に設置された超重元素分析装置開発チームのチームリーダーに就任した。森田浩介らとともに新元素の探索に取り組んでおり、2004年には113番元素を人工的に作り出すことに成功し、2016年に「ニホニウム」と命名された。また、2017年には、116番元素であるリバモリウムの合成の検証に成功した。

## 来歴

### 生い立ち
大阪市立大学に進学し、理学部の物理学科にて学んだ。1991年、大阪市立大学を卒業した。その後は立教大学の大学院に進学し、理学研究科の原子物理学専攻にて学んだ。1996年、立教大学の大学院における後期博士課程を修了した。それに伴い、博士（理学）の学位を取得した。

### 研究者として

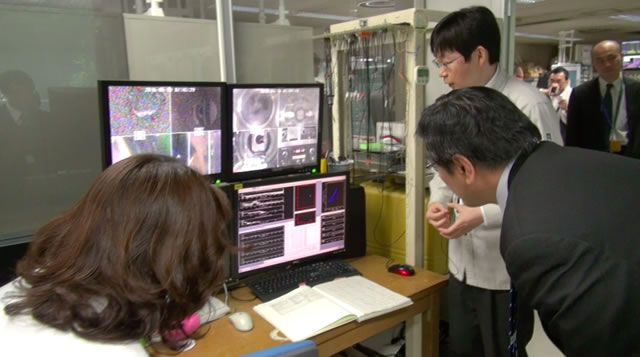
2016年6月9日、理化学研究所仁科加速器研究センターにて文部科学大臣馳浩（手前右）、文部科学大臣政務官豊田真由子（手前左）と

大学院修了後、東京大学に採用され、1996年より宇宙線研究所の教務補佐員を務めた。宇宙線研究所においては、エマルション部に所属した。それと並行して、母校である立教大学においては、講師を非常勤で兼任した。1997年、科学技術庁が所管する特殊法人である科学技術振興事業団の研究員となった。翌年、同じく科学技術庁が所管する特殊法人である理化学研究所に採用され、研究員となった。なお、2001年の中央省庁再編に伴い、理化学研究所は文部科学省の所管となったが、引き続き研究員を務めた。また、2003年には理化学研究所は独立行政法人化されたが、引き続き研究員を務めた。2007年、理化学研究所の先任研究員に昇任した。さらに翌年には、理化学研究所の専任研究員に昇任した。2009年、理化学研究所の仁科加速器研究センターにて、超重元素研究グループの下に設置された超重元素分析装置開発チームのチームリーダーに就任した。2015年、理化学研究所は国立研究開発法人化されたが、引き続き同職を務めた。

## 研究

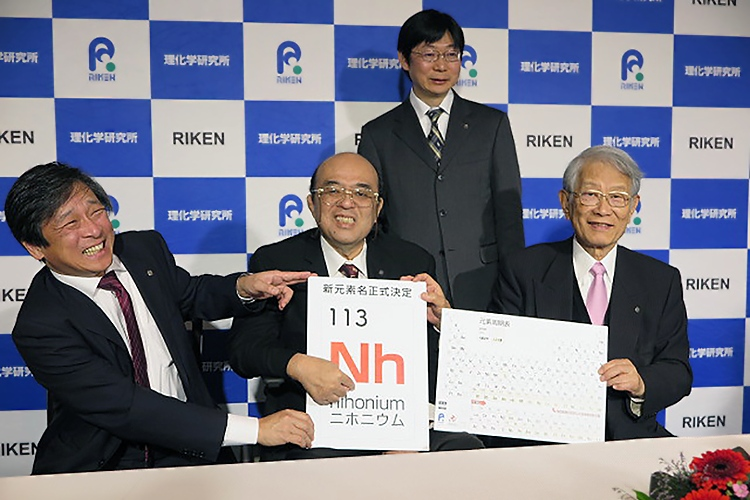
2016年12月1日、福岡県福岡市にて九州大学大学院理学研究院教授森田浩介（中央）、理化学研究所理事長松本紘（右）、仁科加速器研究センターセンター長延與秀人（左）と

専門は物理学であり、特に素粒子物理学などの分野についての研究に従事した。
大学院生の頃は太陽観測衛星「ようこう」を利用した太陽フレアやγ線バーストなどの研究に取り組んでおり、『「ようこう」衛星による宇宙γ線バーストの観測』と題した修士論文や、『Gamma-ray flare observations with the Yohkoh satellite』と題した博士論文を執筆していた。
東京大学に勤務していた頃は「チベットASγ実験」に加わり、チベットの観測装置を用いて空気シャワーや太陽フレア中性子の観測に参画した。
理化学研究所においては、超重元素研究グループのグループディレクターである森田浩介の下で、羽場宏光や加治大哉らとともに新元素の探索に参画した。超重元素研究グループにおいては、森田がチームリーダーを兼務する超重元素合成研究チームが超重元素合成方法を用いた超重元素の合成を担当し、森本がチームリーダーを務める超重元素分析装置開発チームが気体充填型反跳核分離装置や検出装置の維持、開発を担当した。その結果、113番元素の発見に成功し、「ニホニウム」と命名された。また、2017年には、森田らとともに、リバモリウムの合成の検証に成功した。
これらの業績は高く評価されている。「113番元素ニホニウム（Nh）の発見と命名」が評価され「113番元素研究グループ」に対し朝日賞が授与されることになり、2017年1月30日の贈呈式にてグループを代表しスピーチした。また、同年2月には彩の国学術文化功労賞が授与されることになり、埼玉県庁での贈呈式にチームリーダーとして出席した。
そのほかにも、「113番元素（ニホニウム）発見チーム」に対してベストチーム・オブ・ザ・イヤー優秀賞が授与されることになり、2016年11月16日の表彰式にチームリーダーとして出席した。

## 人物
東京大学に採用され、宇宙線研究所に配属された際に「大阪弁と東京弁の両方話せるので、研究室ではうまく使い分けているつもり」と語る一方、語学については「英語が大の苦手」と自己紹介している。

## 略歴
- 1991年 - 大阪市立大学理学部卒業。

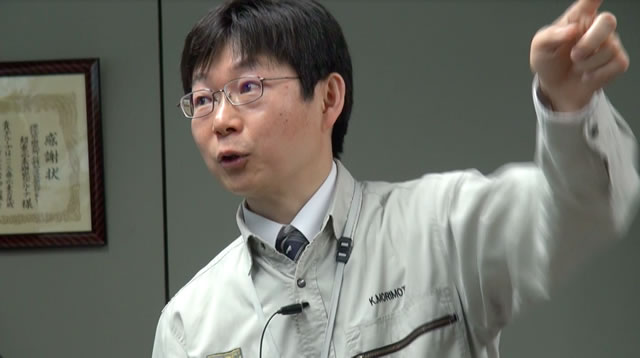
2016年12月1日、理化学研究所仁科加速器研究センターにて

- 1996年 - 立教大学大学院理学研究科後期博士課程修了。
- 1996年 - 東京大学宇宙線研究所教務補佐員。
- 1996年 - 立教大学講師。
- 1997年 - 科学技術振興事業団研究員。
- 1998年 - 理化学研究所研究員。
- 2007年 - 理化学研究所先任研究員。
- 2008年 - 理化学研究所専任研究員。
- 2009年 - 理化学研究所仁科加速器研究センター超重元素分析装置開発チームチームリーダー。

## 賞歴
- 2016年 - ベストチーム・オブ・ザ・イヤー優秀賞。
- 2017年 - 朝日賞（113番元素研究グループとして）[20]。
- 2017年 - 彩の国学術文化功労賞。

## 関連人物
- 森田浩介